# Forces Armades de Finlàndia

La torre i el lleó són el símbol de les Forces Armades de Finlàndia

Les Forces Armades de Finlàndia (finès: Puolustusvoimat, suec: Försvarsmakten) són les responsables de la defensa de Finlàndia. Està establert un servei militar universal masculí, en virtut del qual tots els homes majors de 18 anys serveixen durant 165, 255 o 347 dies, en funció de l'itinerari escollit (soldat, sots-oficial o oficial respectivament). Un servei no-militar alternatiu i un servei voluntari per a les dones (al voltant de 500 voluntaris a l'any) són possibles.
Finlàndia és l'únic país membre de la Unió Europea i no-OTAN que limita amb Rússia. La política oficial de Finlàndia estableix que una força militar en temps de guerra de 230.000 efectius constitueix un element dissuasiu suficient. L'exèrcit es compon d'un exèrcit de camp de gran mobilitat amb el suport d'unitats de defensa local. L'exèrcit defensa el territori nacional i la seva estratègia militar empra l'ús del terreny cobert de boscos i nombrosos llacs per desgastar un agressor, en comptes de tractar de retenir l'exèrcit atacant per la frontera.
El pressupost de defensa de Finlàndia és aproximadament d'uns 2.900 milions d'euros o un 1,4% del PIB. El servei a l'estranger voluntari és molt popular i les tropes serveixen a tot el món en missions de l'ONU, de l'OTAN i de la UE. La disposició a la defensa de la pàtria contra un enemic superior és del 76%, una de les taxes més altes d'Europa.

## Organització
Les Forces de Defensa de Finlàndia estan sota el comandament del Cap de Defensa (actualment, el general Jarmo Lindberg), que està directament subordinat al President de la República en els assumptes relacionats amb el comandament militar. A part del Comandament de la Defensa (Pääesikunta), les branques militars són l'exèrcit finlandès (Maavoimat), l'Armada de Finlàndia (Merivoimat) i la Força Aèria de Finlàndia (Ilmavoimat). La guàrdia fronterera (Rajavartiolaitos), incloent la guàrdia costanera, està sota l'autoritat del Ministeri de l'Interior, però es pot incorporar totalment o en part a les forces de defensa en cas necessari per a la defensa. Totes les tasques logístiques de les forces de defensa es duen a terme pel Comandament del Material de les Forces de Defensa. (finès: Puolustusvoimien materiaalilaitos), que té tres regiments logístics per a cada província militar.

### Exèrcit
L'Exèrcit es divideix en vuit unitats a nivell de brigada (finès: joukko-osasto). En virtut de les brigades, hi ha 12 districtes militars (finès: aluetoimisto), que són responsables del reclutament, de l'entrenament i l'activació dels reservistes en temps de crisi i de la planificació i execució de la defensa territorial de les seves àrees.

### Armada
L'Armada es compon de l'oficina central i quatre unitats a nivell de brigada: la Flota Costanera (finès: Rannikkolaivasto), la Brigada Costanera (finès: Rannikkoprikaati), la Brigada Uusimaa (suec: Nylands Brigad) i l'Acadèmia Naval (finès: Merisotakoulu). La flota costanera inclou totes les unitats de terra de l'Armada, mentre que la Brigada Costanera i la Brigada Uusimaa entrena les tropes costaneres.

### Força aèria

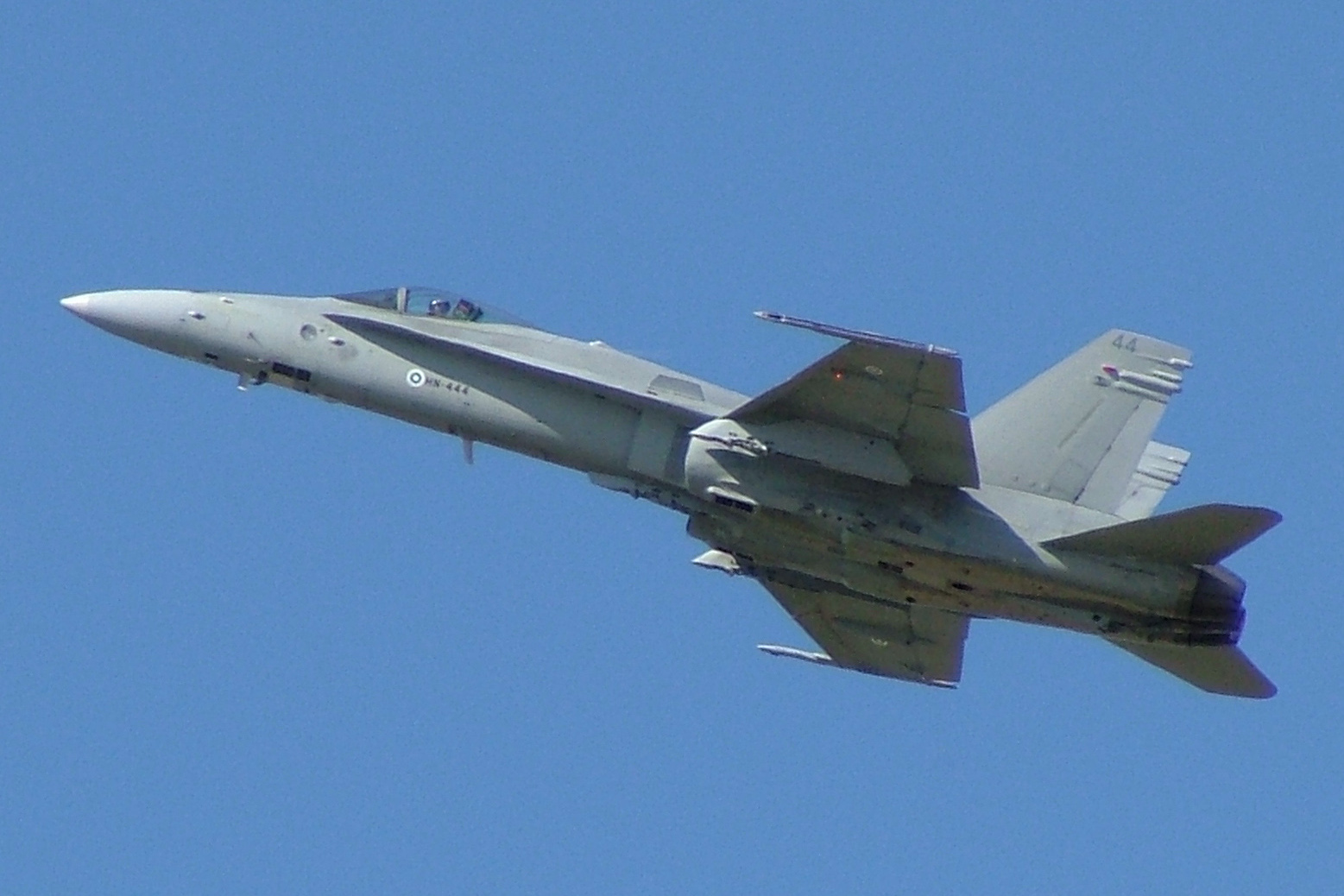
F-18C Hornet de la Força aèria Finlandesa.

La Força Aèria consisteix en l'oficina central i quatre unitats a nivell de brigada: els Comandaments Aeris (finès: lennosto) de Satakunta, Lapònia i Carèlia i l'Acadèmia de la Força Aèria (finès: Ilmasotakoulu). Són responsables d'assegurar la integritat de l'espai aeri finlandès durant la pau i de la realització de la guerra aèria de forma independent durant una crisi.

### Reserva
L'entrenament militar dels reservistes és fonamentalment tasca de les Forces de Defensa, però és assistida per l'Associació Nacional de Capacitació de Defensa de Finlàndia (finès: Maanpuolustuskoulutusyhdistys). L'obligació de tot soldat que hagi complert el servei militar és prestar 40 dies de servei fins als 50 anys. En el cas de sots-oficials i oficials són 75 i 100 dies respectivament fins als 60 anys. Cada any prop de 25.000 reservistes reben entrenament de refresc.
Aquesta associació ofereix als reservistes entrenament militar a nivell personal, esquadra, secció i companyia. La major part dels 2.000 instructors de l'Associació són voluntaris certificats per les Forces de Defensa, però quan s'utilitza material de les Forces de Defensa, la formació es realitza sempre sota la supervisió de militars de carrera. Anualment, les Forces de Defensa sol·liciten l'Associació per a dur a terme exercicis especialitzats per a alguns dels 8.500 efectius col·locats en unitats de reserva, i 16.500 reservistes addicionals participen en cursos militars, on els participants no són directament seleccionats per les Forces de Defensa. [15] La legislació relativa a l'associació que el pestableix que el president i la majoria dels membres del seu consell són elegits pel Govern de Finlàndia. Els altres membres de la junta són elegits per les organitzacions no governamentals actives en la defensa nacional.